# 瀬川龍
瀬川 龍（せがわ りゅう）は、日本の映画撮影監督。東京都世田谷区出身。日本映画撮影監督協会（J.S.C）所属。

## 人物・経歴
大学在学中から父、瀬川順一（元・東宝キャメラマン）の撮影現場でアルバイトをしながら撮影、照明を学ぶ。卒業後、同じくキャメラマンである叔父の瀬川浩に弟子入りし、草月流家元で映画監督でもある勅使河原宏監督の数々の作品に助手として携わり、古典芸能と前衛芸術を勉強する。また、石原プロモーション専属キャメラマンの宗田喜久松に師事し、テレビドラマや映画の合理的撮影技法を学ぶ。CMは池田伝一に師事、数々の作品に助手として参加する。1994年にキャメラマンデビューして、映画、Vシネ、テレビドラマ、ドキュメンタリー等様々な作品を撮影している。

## 主な撮影作品

### ドキュメンタリー映画
- 奈緒ちゃん（監督：伊勢真一）いせフィルム - 瀬川順一と共同撮影
- すさのお異伝（監督：勅使河原宏）勅使河原プロダクション
- 舞竹（監督：勅使河原宏）勅使河原プロダクション
- 草月流80周年，あした花ひらく　草月会
- 浮遊花（監督：瀬川龍）草月会
- E.YAZAWA ROCK（2009年、監督：矢沢永吉、増田久雄）東映
- 風を感じて（監督：石井かほり）順発貿易公司
- ひとにぎりの塩（2011年10月29日公開、監督：石井かほり）ヒバナエンターテイメント

### 映画
- 1・2の三四郎（1995年7月15日公開、監督：市川徹、出演:佐竹雅昭、田村英里子）
- 日本極道史、野望の軍団（1999年1月16日公開、監督：石原興、出演:原田龍二）
- 夢、追いかけて（2003年4月26日公開、監督：花堂純次、出演:三浦友和、田中好子、勝治涼）
- 富江 REVENGE（2005年4月16日公開、監督：及川中、出演:伴杏里、嶋田久作、本田大輔）
- アインシュタインガール（2005年7月16日公開、監督：及川中、出演:岩佐真悠子、田口トモロヲ）
- ザ・コテージ（2006年9月9日、監督：葉山陽一郎、出演:安田美紗子、上野なつひ）アットムービークリエイティブ
- あなたを忘れない（監督：花堂純次、出演:イ、テソン、竹中直人、金子貴俊）
- ぼくたちと駐在さんの700日戦争（監督：塚本連平、出演:市原隼人、佐々木蔵之助、麻生久美子、竹中直人）アットムービークリエイティブ
- THE GAME（監督：及川拓郎、出演:三浦春馬、佐藤健）アットムービークリエイティブ
- N43°（監督：大泉洋、音尾琢真、戸次重幸、安田顕、森崎博之）アットムービークリエイティブ
- 宮城野（監督：山﨑逹爾、出演:毬谷友子、片岡愛之助、樹木希林、國村凖、佐津川愛美）
- 僕たちのプレイボール（監督：三村順一、出演:吉田栄作、羽田美智子、江波杏子）
- しあわせのパン（監督：三島由起子、出演:原田知世、大泉洋）アットムービー
- シャッフル（監督：及川拓郎、出演:市川亀治郎、金子ノブアキ）アットムービー
- 天心（監督：松村克哉、出演:竹中直人、中村獅童）製作委員会
- ゆずり葉の頃（監督：中 みね子、出演:八千草 薫、風間トオル、岸部一徳、仲代達矢）
- 明日へ 戦争は罪悪である（監督：藤嘉行、出演:中原丈雄、岡本富士太）

### テレビドラマ
- 新世界紀行 最後のインデアン、ネスパース族（TBS）
- 双頭の悪魔（監督：清水利晃、出演:香川照之、渡辺満里奈）WOWOW
- 冤罪5（監督：藤嘉行、出演：加藤剛、伊東かずえ、原田龍二） TBS CX
- 家裁判事 伊奈守草助の事件日誌（2004年5月21日、監督：藤嘉行、出演:加藤剛、市毛良枝） TBS
- 東京地検特捜部（監督：藤嘉行、出演:加藤剛、藤谷美紀）TBS
- スミレ16歳!!（監督：及川拓郎、出演:水沢奈子、音尾琢真、村野武範、穂積ぺぺ） BSフジ
- 田舎に泊まろう！スペシャルドラマ 空飛ぶリボン（2009年3月8日　監督：花堂純次 主演：筧利夫・宮崎美子）
- いちばん暗いのは夜明け前（監督：及川中、出演:安田美紗子、熊田曜子、安めぐみ） TOKYO MX
- TAXMAN（2010年、監督：武居正能、出演:安田賢、井上正大）アットムービークリエイティブ ビデオ映画
- 特捜最前線2012（監督：田﨑竜太、出演:平岡祐太、渡辺いっけい） 東映
- 大型映像 JRA競馬博物館『華麗なる凱旋門賞』 日本中央競馬会、東北新社

### Vシネマ
- 極道の掟（2016年）
- 哀しき抗争（2017年）
- 裏切りの仁義（2017年）
- 影と呼ばれた男たち（2019年）
- 義兄弟（2021年）
- 極道の紋章 レジェンド（2021年）